# Orio al Serio
Orio al Serio est une commune italienne de la province de Bergame dans la région Lombardie en Italie. L'Aéroport de Bergame-Orio al Serio est un important aéroport pour les compagnies à bas coûts.

## Administration
| Période                                  | Période | Identité | Étiquette | Qualité |
| ---------------------------------------- | ------- | -------- | --------- | ------- |
|                                          |         |          |           |         |
| Les données manquantes sont à compléter. |         |          |           |         |

### Communes limitrophes
Azzano San Paolo, Bergame, Grassobbio, Seriate, Zanica